# Středoevropský pohár 1938
Sezóna 1938 byla 12. ročníkem Středoevropského poháru. Zúčastnily se nejlepší týmy z uplynulého ročníku domácí ligy z Československa, Maďarska, Itálie, Jugoslávie a Rumunska a někteří z vítězů národních pohárů uvedených zemí. Šlo o první ročník, do kterého zasáhly události předcházející 2. světové válce, jmenovitě anšlus. Vítězem se stal tým SK Slavia Praha.

## Osmifinále
| Domácí v 1. zápase   | Celkem | Hosté v 1. zápase  | 1. zápas | 2. zápas |
| -------------------- | ------ | ------------------ | -------- | -------- |
| SK Kladno            | 5 - 2  | HAŠK Záhřeb        | 3 - 1    | 2 - 1    |
| SK Židenice          | 3 - 4  | Ferencvárosi TC    | 3 - 1    | 0 - 3    |
| Genova 1893 FBC      | 5 - 3  | AC Sparta Praha    | 4 - 2    | 1 - 1    |
| OFK Bělehrad         | 3 - 5  | SK Slavia Praha    | 2 - 3    | 1 - 2    |
| MTK Hungária FC      | 4 - 9  | Juventus FC        | 3 - 3    | 1 - 6    |
| Újpest FC            | 4 - 5  | FC Rapid Bucuresti | 4 - 1    | 0 - 4    |
| AS Ambrosiana Inter  | 5 - 3  | Kispest FC         | 4 - 2    | 1 - 1    |
| FC Ripensia Temešvár | 4 - 3  | AC Milán           | 3 - 0    | 1 - 3    |

## Čtvrtfinále
| Domácí v 1. zápase | Celkem | Hosté v 1. zápase    | 1. zápas | 2. zápas |
| ------------------ | ------ | -------------------- | -------- | -------- |
| Ferencvárosi TC    | 9 - 5  | FC Ripensia Temešvár | 5 - 4    | 4 - 1    |
| Juventus FC        | 6 - 3  | SK Kladno            | 4 - 2    | 2 - 1    |
| SK Slavia Praha    | 10 - 3 | AS Ambrosiana Inter  | 9 - 0    | 1 - 3    |
| Genova 1893 FBC    | 4 - 2  | FC Rapid Bucuresti   | 3 - 0    | 1 - 2    |

## Semifinále
| Domácí v 1. zápase | Celkem | Hosté v 1. zápase | 1. zápas | 2. zápas |
| ------------------ | ------ | ----------------- | -------- | -------- |
| Genova 1893 FBC    | 4 - 6  | SK Slavia Praha   | 4 - 2    | 0 - 4    |
| Juventus FC        | 3 - 4  | Ferencvárosi TC   | 3 - 2    | 0 - 2    |

## Finále
| Domácí v 1. zápase | Celkem | Hosté v 1. zápase | 1. zápas | 2. zápas |
| ------------------ | ------ | ----------------- | -------- | -------- |
| SK Slavia Praha    | 4 - 2  | Ferencvárosi TC   | 2 - 2    | 2 - 0    |